# Timezgadiouine
Timezgadiouine  (in arabo تمزكدوين‎?) è un centro abitato e comune rurale del Marocco situato nella provincia di Chichaoua, regione di Marrakech-Safi. Conta una popolazione di 7 825 abitanti (censimento 2014).